# Джиро
Джирото е надпис за прехвърляне на ценните книги менителница, запис на заповед, чек и други. Джирото принадлежи към т. нар. абстрактни сделки – не е необходимо основание (кауза) за неговата действителност. Посредством джиро законният носител на правата ги прехвърля на друго лице. Джиросването се извършва чрез подпис на притежателя върху гърба на ценната книга или на прикрепен лист, който се нарича алонж и поставяне на думата „джиросвам“ на гърба на документа. Страни по джирото са:
- прехвърлителят – джирант и
- приобретателят – джиратар.

Джирото има три функции:
- прехвърлителна (транспортна) функция – чрез него правата по една ценна книга се прехвърлят върху друго лице;
- гаранционна функция – чрез джирото се създава определена сигурност – джирантът отговаря солидарно с длъжника;
- легитимационна (удостоверителна) функция – свежда се до това, че удовлетворен по вземането ще бъде именно притежателят на документа, а не някой друг. За да може някой да получи правата по ценната книга, той трябва да докаже непрекъснатата поредност на джирата.

Джирото може да бъде пълно (когато джирантът сочи поименно лицето, в полза на което прехвърля вземането) или бланково (когато джирантът само овластява онзи, на когото прехвърля ценната книга, сам да попълни джирото – било със своето име, с което джирото се превръща в пълно, било с името на друго лице).
Особени видове джиро са:
- следпротестно джиро – джиро след протест поради неплащане или след изтичане на срока за такъв протест;
- заложно джиро – чрез него се залага менителница. Заложното джиро трябва да съдържа уговорка „за гарантиране“, „за залог“, „за обезпечение“ или друг равнозначен израз. Последиците, които заложното джиро поражда е, че с него се осъществява правото на залог върху вземането, което менителницата материализира. Заложното джиро няма гаранционно действие.
- джиро за събиране или още пълномощно джиро – то съдържа уговорка „за събиране“, „за инкасо“, „по пълномощие“ или друг израз, който означава упълномощаване. Това джиро всъщност е упълномощителна сделка, която поражда само представителна власт и нищо друго. Пълномощният джиратар е пълномощник на джиранта.
Може да се срещне и под другото си наименование – индосамент.

## Джиро в акционерното дружество
За прехвърляне на поименни акции от акционерно дружеството (АД), джирото трябва да бъде вписано в книгата на поименните акционери, за да има действие спрямо дружеството. Но в устава могат да бъдат предвидени и други условия и ограничения за прехвърляне на поименни акции.